# Szigetcsép
Szigetcsép es un pueblo húngaro perteneciente al distrito de Ráckeve, condado de Pest.

## Superficie
Cuenta con una superficie de 18,20 km².

## Demografía
Hasta 2024 la población era de 2785 habitantes, con una densidad de población de 153,02 hab/km².
| Gráfica de evolución demográfica de Szigetcsép entre 2020 y 2024 |
|                                                                  |
| Datos según la Oficina Central de Estadística de Hungría.        |